# Загороди
За́городи — село в Україні, у Мостиському районі Львівської області. Населення становить 117 осіб. Орган місцевого самоврядування - Судововишнянська міська рада.

## Населення

### Мова
Розподіл населення за рідною мовою за даними перепису 2001 року:
| Мова       | Кількість | Відсоток |
| ---------- | --------- | -------- |
| українська | 117       | 100%     |